# Пожарська Оксана Станіславівна
Оксана Станіславівна Пожарська (нар. 3 серпня 1983) — українська футболістка, захисниця.

## Життєпис
Футбольну кар'єру розпочала в чернігівській «Легенді». У Вищій лізі чемпіонату України дебютувала у 2000 році. Також виступала у футзалі за «Фортуну-Чексіл», який був фарм-клубом чернігівського футбольного клубу у цьому виді спорту. Разом з чернігівським клубом по три рази ставала переможцем чемпіонату Україи та володарем кубку країни. По завершення сезону 2006 року залишила чернігівський клуб. З 2007 року виступає в «Житлобуді-1», за який дебютувала 13 травня того ж року в переможному (6:2) домашньому поєдинку 1-о туру чемпіонату України проти «Атекса». Оксана вийшла у стартовому складі та відіграла увесь матч. Дебютним голом у футболці харківського клубу відзначилася 17 серпня 2007 року на 64-й хвилині переможного (15:0) домашнього поєдинку 12-о туру чемпіонату України проти «Южанки». Пожарська вийшла на поле в стартовому складі та відіграла увесь матч. У складі харківського клубу 6 разів ставала переможцем та 3 рази срібним призером чемпіонату України, 7 разів володаркою та одного разу фіналісткою кубку України, неодноразово брала участь у жіночій Лізі чемпіонів.

## Досягнення
«Легенда»
- Чемпіон України
  -  Чемпіон (4): 2000, 2001, 2002, 2005
  -  Срібний призер (3): 2003, 2004, 2006

«Житлобуд-1»
- Кубок України
  -  Володар (3): 2001, 2002, 2005
  -  Фіналіст (3): 2003, 2004, 2006

- Italy Women's Cup
  -  Володар (1): 2006

«Житлобуд-1»
- Чемпіон України
  -  Чемпіон (6): 2008, 2011, 2012, 2013, 2014, 2015
  -  Срібний призер (3): 2007, 2009, 2010

- Кубок України
  -  Володар (7): 2007, 2008, 2010, 2011, 2013, 2014, 2015
  -  Фіналіст (1): 2009